# Honey Bitter
Honey Bitter (ハニービター)) est un manga shōjo de Miho Obana. Il est édité au Japon par Shueisha, en France par Panini jusqu'au tome 4 et en Italie par Dynit.

## Synopsis
Shuri est une jeune femme qui possède des facultés extra-sensorielles : d'une part elle peut capter plus ou moins facilement les pensées des gens qui l'entourent, d'autre part elle a des visions sporadiques lui révélant un évènement – généralement tragique – à venir.
Afin d'aider sa tante Saho qui dirige une agence de détectives privés, elle passe quelque temps aux États-Unis pour se former à ce métier, tout en aidant le FBI grâce à ses talents particuliers.
L'histoire débute vers la fin de ce séjour en Amérique, quand Shuri sauve un jeune compatriote grâce à une vision.

## Les Personnages
- Shuri est une jeune femme qui a beaucoup souffert de la relation amoureuse qu'elle a eue par le passé avec Riki. Elle possède des facultés extra-sensorielles : elle peut lire dans les pensées des gens, et a des visions d'évènements tragiques à venir. Malgré sa haine envers les hommes, elle apprécie Yôta car elle ressent une personne attentionnée et gentille, sans arrière-pensées.

- Riki est un garçon qui a beaucoup fait souffrir Shuri dans le passé. Il rejoint l'équipe de détectives et semble vraiment regretter ce qu'il a fait à Shuri. En travaillant avec elle, il voit à quel point il a pu la blesser. Riki est l'une des rares personnes dont Shuri n'arrive pas à lire les pensées.

- Yôta est un garçon doux et serviable. Il rencontre Shuri en Amérique et tombe immédiatement sous son charme. Il loue un studio appartenant à la tante de Shuri et il aide l'agence en échange d'un loyer moins élevé. Il semble être quelqu'un de bon et Shuri l'apprécie, ce qui est rare.

- Saho, la tante de Shuri est une ancienne policière qui s'est reconvertie en détective privée. Elle est directrice de sa propre agence, l'office S. Elle a entre autres, dans son équipe : Shuri, sa nièce, Yôta, un de ses locataires et Riki, qui a été client avant d'être dans l'équipe.